# Еврейский музей и центр толерантности
Еврейский музей и центр толерантности — музей, посвящённый еврейской культуре и религиозной традиции, истории жизни и расселения евреев, истории евреев в России. 
Располагается в здании бывшего Бахметьевского гаража, в Марьиной Роще, на северо-востоке Москвы.

## О музее
Еврейский музей и центр толерантности — крупнейший в России еврейский музей и крупнейшая в Европе крытая выставочная площадка: площадь экспозиции 4500 м², общая площадь 8500 м².
Он расположился на улице Образцова в историческом здании бывшего Бахметьевского гаража, памятнике советского конструктивизма, построенного в 1925—1927 годах по проекту архитектора Константина Мельникова и инженера Владимира Шухова.
На настоящий момент это самый технологичный музей в России: экспозиция музея основывается не исключительно на артефактах, но также на информации, поданной в интерактивном виде. Это даёт возможность посетителю самому включиться в исследовательский процесс. На создание музея было потрачено около 50 миллионов долларов.
Экспозиция музея разделена на несколько тематических сегментов. В неё входят документы, фотографии, письма, повествующие о жизни евреев в России, начиная с конца XIX века до настоящего времени, здесь можно увидеть танк Т-34, и самолёт У-2. В музее также есть пространство временных экспозиций, в котором проходят выставки.
- Кинотеатр «Начало»

Посещение музея начинается с круглого зала, в котором посетителям предлагается посмотреть 4D фильм, посвящённый времени от первых дней бытия — сотворения мира и возникновения основных религий — до разрушения Второго Храма и формирования еврейской диаспоры.
- Карта миграции

На огромном интерактивном столе отображается история миграции евреев. Этот экспонат можно и нужно трогать руками. Прикасаясь к определённым частям карты, вы сможете узнать о жизни еврейских общин в каждой конкретной стране.
- Штетл

В этой части экспозиции воссоздано типичное еврейское местечко царской России с его приземистыми домиками, обязательным рынком, синагогой и религиозной школой (хедер). На огромные, в два человеческих роста, витрины проецируются уникальные кадры из жизни евреев того времени.
- Города и за их пределами

Здесь воссоздана атмосфера одесского кафе конца XIX — начала XX века. В зале расположены сенсорные столики, сидя за которыми можно узнать о проблемах, волновавших умы евреев того времени.
- Революция

Данная часть посвящена революции в России, Гражданской войне и участии в ней евреев. Одновременно рассказывается о Бальфурской декларации 1917 года, которая дала основания верить в скорое образование национального государства в Палестине.
- Советский Союз

Зал имеет символичное оформление, на его потолке смонтирована пятиконечная красная звезда, под ней на экранах возникают кадры того времени, а также биографии евреев выдающихся личностей эпохи — ученых, политиков, деятелей культуры.
- Великая Отечественная война и Холокост

На огромных экранах демонстрируются кадры хроники, фотографии и интервью с ветеранами, участниками партизанского движения, бывшими узниками гетто и фашистских концлагерей. Главная роль здесь отводится воспоминаниям.
- Мемориал

Это место скорби, здесь можно зажечь свечу в память о погибших во время Холокоста и Второй мировой войны, в тёмном помещении на стене наподобие звезд каждую секунду возникают и удаляются в небесное пространство имена людей.
- Послевоенное время

В этой части экспозиции можно узнать об установившемся в СССР антисемитизме, «деле врачей», шестидневной войне и Моше Даяне, движении «отказников», эмиграции и иных событиях, определявших сознание советских евреев в то время. Один из интереснейших элементов экспозиции — воссозданная кухня советской «хрущевки», в которой на установленных голограммах разыгрываются жизненные ситуации 60-70-х годов.
- От перестройки до наших дней

Последняя часть музея посвящена периоду становления новой России, который оказался одним из самых благоприятных для российского еврейства. Оно получило то, к чему всегда стремилось, — свободу вероисповедания, передвижения и уважительное отношение со стороны официальных властей.

## История создания
Еврейский музей и центр толерантности открылся в Москве 8 ноября 2012 года. В торжественной церемонии по случаю открытия приняли участие президент Израиля Шимон Перес и министр иностранных дел России Сергей Лавров.
Инициатором создания музея выступили главный раввин России Берл Лазар и президент ФЕОР (Федерации еврейских общин России) Александр Борода. В 2001 году здание бывшего Бахметьевского гаража, в котором до того располагался 3-й автобусный парк, было передано в безвозмездное временное пользование «Московской Марьинорощинской Еврейской Общине». С 2002 г. начала разрабатываться концепция музея. В 2004 г. были объявлены конкурсы и тендеры, в результате которых выиграла американская компания Ralph Appelbaum Associates, создавшая множество ведущих современных музеев мира.
В 2007 году президент России Владимир Путин перечислил в фонд строительства музея свою месячную заработную плату, а директор ФСБ РФ Николай Патрушев передал в фонд будущего музея 16 документов, связанных с судьбой погибшего в Лубянской тюрьме шведского дипломата Рауля Валленберга, в своё время спасшего от Холокоста жизни тысяч венгерских евреев.
В период с 2008 года по 2011 год в этом здании находился Центр современной культуры «Гараж», что способствовало созданию культурной площадки на месте бывшего автобусного парка.
В марте 2008 года в рамках Второго международного фестиваля искусств «Традиции и современность» в московском Манеже впервые состоялась развёрнутая презентация проекта музея. Здесь были показаны некоторые экспонаты коллекции иудаики, представляющей «своеобразие и богатство культуры и искусства российских и советских евреев», в том числе ценные и высокохудожественные атрибуты иудейского богослужения (ханукии, бсамим, парохет, синагогальные подсвечники), работы художников А. Лаховского, Мане-Каца, С. Юдовина и др.
В 2016 году Центр толерантности Еврейского музея стал лауреатом премии ЮНЕСКО за распространение идей толерантности и ненасилия.
4 июня 2019 года на территории музея и центра открыт памятник героям Сопротивления в фашистских лагерях и еврейских гетто в годы Второй мировой войны (архитектор — Олег Фандеев). Церемония открытия прошла с участием мецената Виктора Вексельберга и  Президента России Владимира Путина.
Музей ежегодно посещают около 600 тысяч человек.

## Центр Толерантности
Вне рамок экспозиции музея находится Центр толерантности. Это самостоятельная площадка, на которой проводятся тренинги, семинары, лекции, практикумы, круглые столы и многое другое. К услугам посетителей здесь располагается 60 iPad'ов, на которых можно ответить на различные вопросы на тему терпимости, а также сравнить свои ответы с ответами остальных.

## Центр Авангарда
В музее также работает Центр Авангарда. Он расположился в мезонине при входе в музей сверху конструкции, по своей структуре напоминающей Шуховскую башню. Эта площадка полностью и всецело посвящёна искусству и культуре 1910—1930-х годов. Здесь проходят лекции, семинары, кинопоказы, мастер-классы, выставки и концерты, а также находится открытая библиотека, где постоянно доступны книги и альбомы по советскому авангарду и искусству в целом.

## Детский центр Еврейского музея и центра толерантности
На территории музея также располагается детский центр, в котором проводятся творческие мастерские, занятия и лекции.
Детям предлагают знакомиться не только с еврейской культурой, но и с культурами других народов — их искусством, языком, праздниками, обычаями и кулинарией. В Детском центре специально установили кухню.

## Библиотека Шнеерсона
13 июня 2013 г. в Еврейском музее и центре толерантности открылось подразделение Российской государственной библиотеки, куда были перевезены книги из коллекции семьи Шнеерсон (см. библиотека Шнеерсона). На мероприятии по случаю открытия этого подразделения РГБ присутствовал президент России Владимир Путин и представители различных еврейских общин России. С предложением разместить уникальную коллекцию именно в Еврейском музее и центре толерантности Владимир Путин выступил ещё 19 февраля 2013 г. Книги доступны любому гражданину России или другого государства, достигшему 18 лет. Для этого достаточно получить читательский билет РГБ, что можно сделать здесь же в Еврейском музее.

## Критика
Как полагает сотрудница французского Национального центра научных исследований Эва Берард, музей обходит молчанием роль И. В. Сталина в становлении режима государственного антисемитизма в СССР, не дает адекватного представления о природе Холокоста как акции, направленной на уничтожение всех евреев независимо от страны проживания (используя, в частности, термин «концентрационный лагерь» вместо устоявшегося в науке «лагерь уничтожения»), а также, вопреки своему названию, занимается социальной инженерией с целью распространения доминирующей государственной идеологии вместо культивирования настоящей толерантности. По мнению Эвы Берард, наполнение музейной экспозиции было продиктовано интересами двух партий: идеологии В.В. Путина с ее культом Великой Отечественной войны и желанием обелить преступления советского режима и хасидского движения «Хабад» с его отсутствием интереса к жизни светских евреев.